# بريندن باباس
بريندن باباس (بالإنجليزية: Brenden Pappas)‏ هو لاعب غولف جنوب أفريقي وأمريكي، ولد في 7 مايو 1970 في Phalaborwa ‏ في جنوب أفريقيا.

## وصلات خارجية
- بريندن باباس على موقع رابطة لاعبي الغولف المحترفين (الإنجليزية)
- بريندن باباس على موقع التصنيف العالمي الرسمي للغولف (الإنجليزية)